# Aloe ibitensis
Aloe ibitensis é uma espécie de liliopsida do gênero Aloe, pertencente à família Asphodelaceae.